# La vita è una sola
La vita è una sola è un film italiano del 1999 diretto da Eugenio Cappuccio, Massimo Gaudioso e Fabio Nunziata.
Il titolo del film gioca sul doppio senso della parola sola, che in romanesco significa "fregatura".

## Trama
Tre giovani registi cercano, fra mille sforzi e delusioni, di far conoscere il loro film, presentandolo al Festival cinematografico dei Quattro Cantoni.